# Буржуа, Леон
Лео́н Викто́р Огю́ст Буржуа́ (фр. Léon Victor Auguste Bourgeois; 21 мая 1851 — 29 сентября 1925) — французский государственный деятель и юрист, лауреат Нобелевской премии мира за 1920 год. Председатель Совета министров Франции (1895—1896). Теоретик солидаризма.

## Биография
Родился в семье часовщика. Его отец придерживался республиканских взглядов.

### Образование и государственная служба
Окончил лицей Карла Великого. Затем продолжил обучение на юридическом факультете Парижского университета, где получил степень доктора права, после чего непродолжительное время занимался адвокатской практикой. Увлекался философией, искусством и санскритом. Участник обороны Парижа во время его осады Пруссией (1870).
В 1876 году он поступает на государственную службу в Департамент общественных работ в качестве заместителя начальника судебного отдела. После отставки кабинета Жюля Симона президент Мак-Магон назначает правое правительство во главе с Альбером де Брольи. Буржуа в числе многих других чиновников был уволен с должности за «республиканство». После возвращения республиканцев у власти работал генеральным секретарём префектуры в Шалон-сюр-Марне, затем был назначен субпрефектом Реймса.
Летом 1882 года он был посвящён в масонскую ложу «Искренность» (la Sincérité), был членом ложи «Великого Востока Франции».
В 1882 году он был назначен префектом департамента Тарн, на этом посту он успешно участвовал в процессе прекращения забастовки шахтеров, выбрав путь диалога и компромисса, а не силового давления на протестующих.
В 1885 году становится префектом Верхней Гаронны, затем — директором по персоналу и секретариату в министерстве внутренних дел в Париже; менее чем через месяц он занимает пост директора департамента. В январе 1887 года премьер-министр Рене Гобле назначает его своим помощником. В том же году он возглавил парижскую полицию.
В феврале 1888 года он впервые был избран в состав Палаты депутатов Национального собрания Франции. В 1902—1904 годах — председатель палаты депутатов Франции. В 1905 году вошёл в состав руководства Республиканской партии радикалов и радикал-социалистов.

### В правительстве Франции
Занимал должность заместителя министра внутренних дел (1888—1889).
В 1890 году он занимал пост министра внутренних дел, а с 1890 по 1892 год был министром общественного образования. В период с 1892 по 1893 год занимал должность министра юстиции, ведя расследование Панамского скандала.
В 1895 году он стал Председателем совета министров и сформировал собственный кабинет, состоящий из радикал-социалистов. Правительство Буржуа уделяло внимание преимущественно социальным вопросам и составило собственную социальную программу, финансировать которую предполагалось за счёт прогрессивного подоходного налога. Это предложение было встречено в штыки, и в апреле 1896 года он ушёл в отставку.
В 1898 году занимал пост министра образования. В 1899 и в 1907 годах возглавил французскую делегацию на Гаагских конференциях, а в 1906 году, будучи министром иностранных дел, представлял Францию на конференции в Альхесирасе.
В 1912 году занял пост министра труда и социального обеспечения, а в июне 1914 года перед началом Первой мировой войны в течение нескольких дней вновь возглавлял французский МИД. Позднее он был государственным министром (министром без портфеля) (1915), затем — вновь министром труда и социального обеспечения в кабинете Рибо (1917), в том же году стал государственным министром, на этот раз в качестве члена военного комитета, в правительстве Поля Пенлеве.
Являлся членом комиссии по составлению устава Лиги Наций, а в 1920 году был избран председателем Совета Лиги. В том же году за усилия по утверждению мира средствами арбитража он был удостоен Нобелевской премии мира. С 1920 по 1923 год занимал пост председателя Сената.

### В законодательных органах Франции
В феврале 1888 года он впервые был избран в состав Палаты депутатов Национального собрания Франции. В 1902—1904 годах — председатель палаты депутатов Франции. В 1905 году вошёл в состав руководства Республиканской партии радикалов и радикал-социалистов.
Избранный сенатором от Марны в 1905 году, он сыграл важную роль в принятии закона о пенсиях рабочих и крестьян (1910).
В январе 1920 года был избран председателем Сената Франции. В феврале 1922 года после очередного переизбрания на этот пост он принимает решение уйти в отставку по состоянию здоровья из-за серьёзных проблем со зрением.

## Взгляды
Леон Буржуа считается одним из теоретиков радикализма, особенно его социальной доктрины. Его политическая программа «Солидарность» была задумана как «синтез» между либерализмом и социализмом, но которая была бы «выше» них. Его учение было противопоставлено как принципу невмешательства «laissez faire», пропагандируемому либералами, так и коллективизму социалистов, рост авторитета которых, особенно среди рабочих, беспокоил радикалов.
В своей книге «Солидарность», впервые опубликованной в 1896 году, он представляет солидарность как главный принцип его учения; солидарность как между отдельными индивидами, так и между поколениями. Для него «изолированный человек не существует». Индивиды взаимозависимы, и у всех есть долг перед обществом, который позволил им процветать. Но поскольку они не имеют одинаковых преимуществ, этот долг не может быть одинаковым для всех. Для Леона Буржуа и солидарников «квазиконтракт» передаётся индивидам при рождении, из которых они наследуют права и обязанности, которые развиваются в соответствии с успехом. Этот договор — это признание долга перед обществом, которое обусловило нас, но и в отношении будущих поколений, которым мы обязаны задачей человеческого прогресса. Человек действительно свободен только тогда, когда он заплатил этот долг. Он раскрывает эту идею «социального долга».
Философия солидарности, по мнению Буржуа, может в одиночку способствовать построению «Республики открытой руки», противопоставляемой «государству закрытого кулака». Таким образом, солидарность благоприятствует взаимности и социальному благосостоянию, которые государство должно поощрять. Именно во имя солидарности он защищал принцип налога на наследство, доход и установление выхода на пенсию для работников.
В межвоенный период «Солидарность» оказала большое влияние на политическую мысль. Например, французский социолог Селестен Бугле при переиздании «Солидарности» в 1924 году напомнил об оппозиции солидарников призывам уничтожения частной собственности и классовой борьбы, но при этом указывал на постулируемую ими необходимость вмешательства государства для решения социальных задач. Тем не менее после Второй мировой войны крах радикализма привёл к исчезновению темы солидарности в общественном дискурсе.

## Увлечения
С детства был страстным поклонником искусства. Сам занимался скульптурой и оставил несколько работ, включая бюст его дочери. Ему посвящена непостоянная комната Музея изящных искусств и археологии в Шалон-ан-Шампань.

## Сочинения
- Солидарность = Solidarité. / Пер. с фр. Б. Никитин. — Москва, 1899. — 91 с.
- Воспитание Французской демократии : [Речи, произнес. с 1890 до 1896 г.] / С прил. ст. Дюкло: Недостатки общественного образования; Пер. с фр. А. Зарайская. — Москва, 1900. — 210 с.
- Основы государственного устройства Франции : (Декларация прав человека и гражданина) / Пер. с фр., под ред. Л. Н. Рубакиной. — [Санкт-Петербург], 1905. — 64 с.
- Леон Буржуа, Селестен Бугле Солидаризм во Франции в период Третьей республики / Пер. с франц. Е. Л. Ушковой. — Отв. ред. Я. В. Евсеева, М. А. Ядова. — Ред.-сост. А. Б. Гофман. — М.: «КДУ», «Университетская книга», 2017.